# Клембовка
Клембо́вка (укр. Клембівка, пол. Klębówka) — село на Украине, находится в Ямпольском районе Винницкой области.
Код КОАТУУ — 0525683201. Население по данным 1 июля 2024 года составляло 3406 человек. Население по переписи 2001 года составляло 3842 человека. Почтовый индекс — 24532. Телефонный код — 4336.
Занимает площадь 8,33 км².

## Религия
В селе действует Свято-Успенский храм Ямпольского благочиния Могилёв-Подольской епархии Украинской православной церкви.

## Адрес местного совета
24532, Винницкая область, Ямпольский р-н, с. Клембовка, ул. Ленина, 19

## Известные жители и уроженцы
- Козловский, Алексей Иванович (1932—1996) — Герой Социалистического Труда.